# Бабинський карст
Ба́бинський карст — геологічна пам'ятка природи місцевого значення в Україні. Розташована в межах Кельменецької селищної громади Дністровського району Чернівецької області, на схід від села Бабин.
Площа 20 га. Статус надано згідно з рішенням 18-ї сесії обласної ради XXI скликання від 21.12.1993 року. Перебуває у віданні: село Бабин.
Статус присвоєно для збереження фрагментів Товарової гряди з цінною рослинністю (зростають види, занесені до Червоної книги України).